# Andújar
Andújar je město ve Španělsku s přibližně 40 000 obyvateli. Leží na řece Guadalquivir v provincii Jaén v Andalusii. Severně od města se nachází pohoří Sierra Morena.

## Historie
První známky osídlení pocházejí z období acheuléenu. Iberové město nazývali Isturgi a v období římské říše se jmenovalo Andura. V letech 711 až 1225 bylo pod nadvládou Maurů. V roce udělil 1467 udělil Jindřich IV. Kastilský Andújaru městská práva. V roce 1835 se zde sešla Junta de Soberanía Central de Andalucía, usilující o andaluskou samosprávu. Město je známé těžkými boji v době španělské občanské války.

## Památky
Nedaleko města se nachází chráněná oblast Parque natural de la Sierra de Andújar s lesy korkového dubu, kde žije rys iberský. Významnými památkami jsou svatyně Basílica de Nuestra Señora de la Cabeza, gotický kostel Iglesia de San Miguel, klášter Convento de la Inmaculada Concepción, barokní radnice a kamenný most přes Guadalquivir, který byl postaven Římany.

## Hospodářství
Andújar je známý výrobou kameninových džbánů alcarrazas. V okolí se pěstují olivy, obilí a vinná réva, díky lesům je město producentem zvěřiny. Nedaleko se nachází přehrada Salto del Jándula.